# Оверштаг

Зміна галса оверштагом з правого на лівий (на прикладі бермудського шлюпа). Напрямок вітру показано червоним. ① — судно на правому галсі, ② — судно приводиться до вітру, починаючи оверштаг ③ — судно в положенні левентик; вітрила втрачають тягу, судно йде по інерції, уможливлюючи стернування, ④ — перенесення вітрил на інший борт вибиранням шкотів, ⑤ судно на лівому галсі.

Оверштаг (від нід. overstaag — «через штаг») — маневр вітрильного судна на гострих курсах, при якому воно змінює галс, перетинаючи носом лінію напрямку вітру. Протилежний маневр називається поворотом через фордевінд: при ньому судно, що йде на повних курсах, змінює галс, перетинаючи лінію вітру кормою. Послідовність змін галса оверштагом називається лавіруванням, і воно уможливлює протягом тривалого часу йти у бажаному напрямку на гострих курсах.
Оверштаг зручний для суден з косим вітрильним оснащенням, у той час як прямі вітрила вимагають для цього маневру численного і досвідченого екіпажу: при переході через лінію вітру судно може зупинитися в левентику й втратити хід. Для прямого вітрильного оснащення краще застосовувати поворот через фордевінд.
Для виконання оверштагу спочатку приводять судно до курсу бейдевінд і перекладають стерно на вітер. Судно продовжує приводитися до вітру, поки не досягне положення левентику: вітер дутиме прямо в ніс, кут між курсом і напрямком вітру стане рівним 0°. Коли ніс перетне лінію вітру, переносять спочатку задні, а потім і передні вітрила на інший борт. Судну дають увалитися до бейдевінду іншого галса.
«Коров'ячий оверштаг» (англ. chicken jibe, букв. — «курчачий поворот через фордевінд») виконується для зміни галса при ході в бакштаг, замість технічно складнішого для косого оснащення повороту через фордевінд. Судно приводять до вітру через галфвінд до бейдевінду, після чого виконують оверштаг, і дають судну увалитися під вітер до бакштага іншого галса. Судно при цьому описує коло.